# ميليندا سوليفان
ميليندا سوليفان (بالإنجليزية: Melinda Sullivan)‏ هي راقصة أمريكية، ولدت في 30 سبتمبر 1987 في إيست ميدو في الولايات المتحدة.